# Starzec lepki
Starzec lepki (Senecio viscosus L.) – gatunek rośliny z rodziny astrowatych. Występuje w Europie (bez Skandynawii i Wysp Brytyjskich) oraz na części Azji (Turcja, Kaukaz, Zakaukazie). Rozprzestrzenił się też gdzieniegdzie poza rodzimym obszarem swojego występowania. W Polsce gatunek częsty zarówno na niżu jak i w górach.

## Morfologia

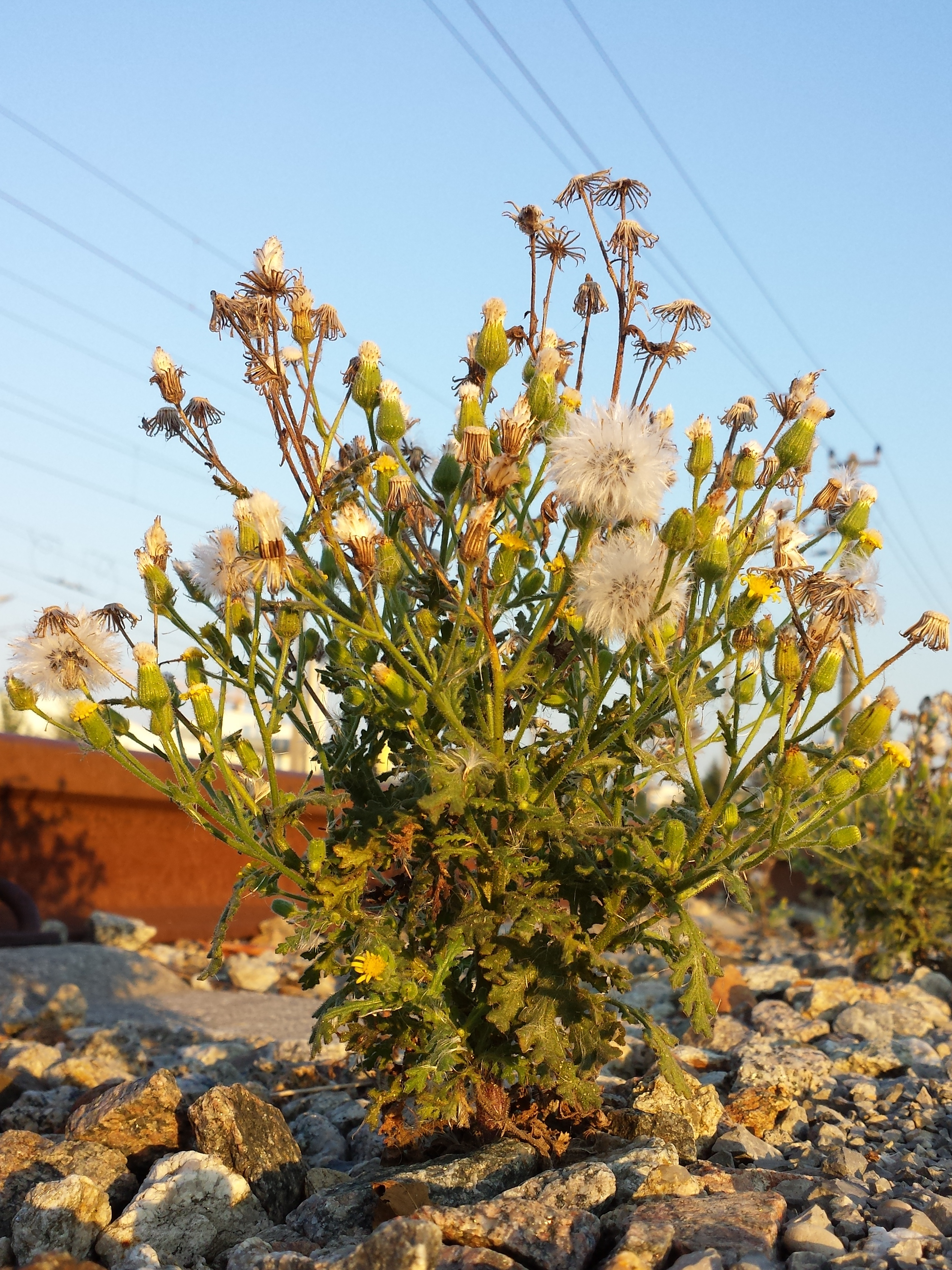
Pokrój

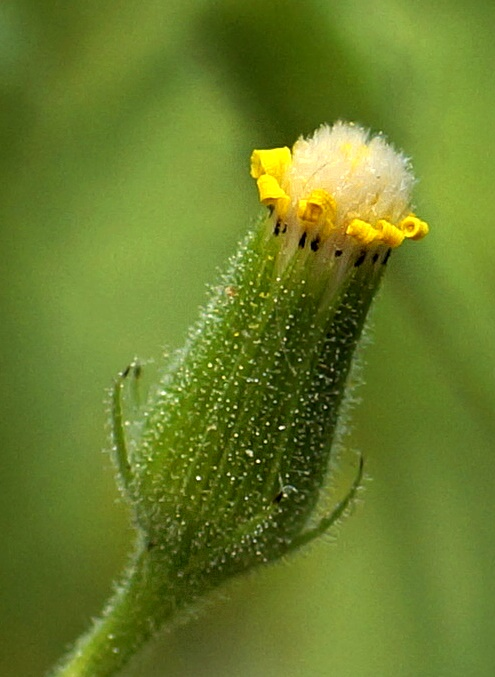
Koszyczek

PokrójRoślina do 60 cm wysokości, cała lepko, gruczołowato owłosiona, o silnym zapachu.
LiściePierzasto wcinane, odcinki liści lancetowate, nierówno, niekiedy głęboko ząbkowane.
KwiatyZebrane w koszyczkach osiągających 12 mm średnicy, zwykle z 13 podwiniętymi, kwiatami języczkowatymi. Zewnętrzne listki okrywy z czarną plamką na szczycie, zwykle w liczbie 21. Występują też dodatkowe, luźno odstające listki okrywy. Kwitnie od lipca do września.

## Biologia i ekologia
Roślina jednoroczna. Siedlisko: zręby, nieużytki, przydroża, skarpy, torowiska kolejowe. W klasyfikacji zbiorowisk roślinnych gatunek wyróżniający dla Cl. Senecioni-Tussilaginetum.

## Zmienność
Tworzy mieszańce z starcem leśnym.